# Bangladesh International 2002
Die Bangladesh International 2002 im Badminton fanden Anfang Juni 2002 statt.

## Sieger und Platzierte
| Disziplin    | Gold                           | Silber                                       | Bronze                                     |
| ------------ | ------------------------------ | -------------------------------------------- | ------------------------------------------ |
| Herreneinzel | Arvind Bhat                    | J. B. S. Vidyadhar                           | Niluka Karunaratne                         |
| Herreneinzel | Arvind Bhat                    | J. B. S. Vidyadhar                           | Arup Baidya                                |
| Dameneinzel  | Renu Chandrika Hettiarachchige | Alina Begum                                  | Ayesha Khatun Nuri                         |
| Dameneinzel  | Renu Chandrika Hettiarachchige | Alina Begum                                  | Thilini Jayasinghe                         |
| Herrendoppel | Jaseel P. Ismail Jaison Xavier | B. Nagraj J. B. S. Vidyadhar                 | Arup Baidya Arvind Bhat                    |
| Herrendoppel | Jaseel P. Ismail Jaison Xavier | B. Nagraj J. B. S. Vidyadhar                 | Md. Kabir Rassell Suman Ahsan Habib Parash |
| Mixed        | Md. Mostafa Jabed Alina Begum  | Md. Kabir Rassell Suman Konika Rani Adhikary | Manjula Fernando Chandrika de Silva        |
| Mixed        | Md. Mostafa Jabed Alina Begum  | Md. Kabir Rassell Suman Konika Rani Adhikary | Mahbubur Rob Ayesha Khatun Nuri            |